# Дангодзиру
Дангодзиру (яп. だんご汁) — японское блюдо местной кухни префектуры Оита. Распространено на всей территории префектуры. В префектурах Фукуока, Сага, Нагасаки, Кумамото, Миядзаки также известен, как дагодзиру.

## Обзор
Дангодзиру (или даго-дзиру) представляет собой суп с плоской пшеничной лапшой (данго), заправленный мисо или соевым соусом. Также в бульон добавляют лопух, морковь, мраморный опенок, мясо свинины, по составу напоминает бутадзиру. Бульон даси готовится с использованием нибоси, сухих сардинок.
Тесто для данго делается путем замешивания из пшеничной муки в соленой воде до «твердости мочки уха», после чего тесту дают немного отдохнуть. Далее тесто режут на кусочки толщиной с большой палец, после чего придают им форму плоской лапши. В некоторых районах префектуры, вместо формы лапши, данго в буквальном смысле имеет форму знаков хираганы слова Данго (だんご), которая достигается путем растягивания кусков сырого теста.
В префектуре Оита мало равнин, в связи с чем выращивание пшеницы было более распространено, чем выращивание риса. По этой причине большинство блюд и готовых продуктов изготавливались с использованием пшеницы. Среди них дангодзиру, являлся повседневным блюдом. Несмотря на то, что данго — это лапша, она наиболее схожа с суитон (水団 илиすいとん).
В дополнение, если посыпать лапшу данго соевой мукой и сахаром, то получится «ясэума» (やせうま) — местное блюдо префектуры Оита. Ясэума широко распространена в Японии и подается на таких праздниках, как День Паринирваны, Обон, Танабата.